# آثار باستانی خونگ اژدر

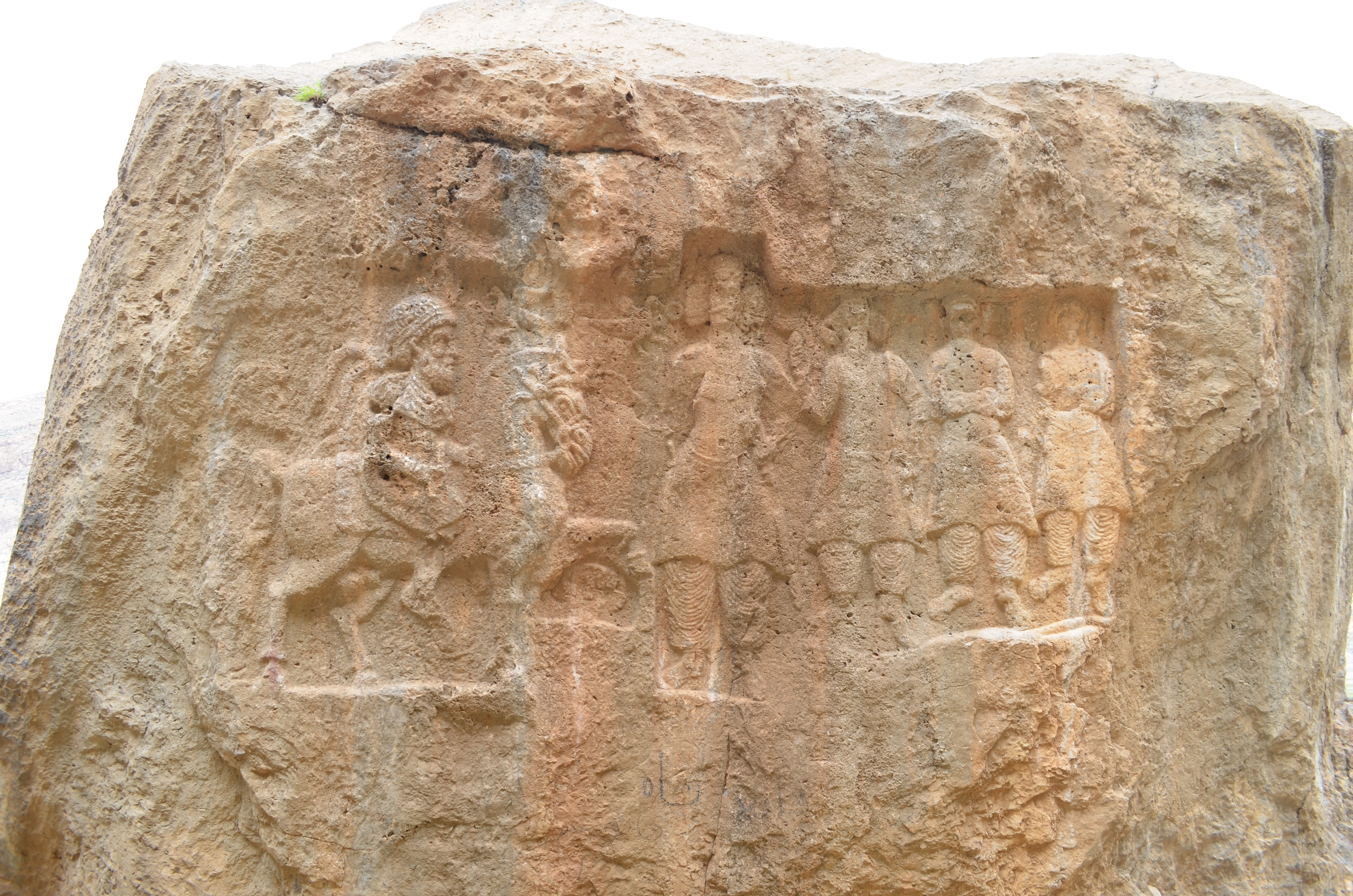

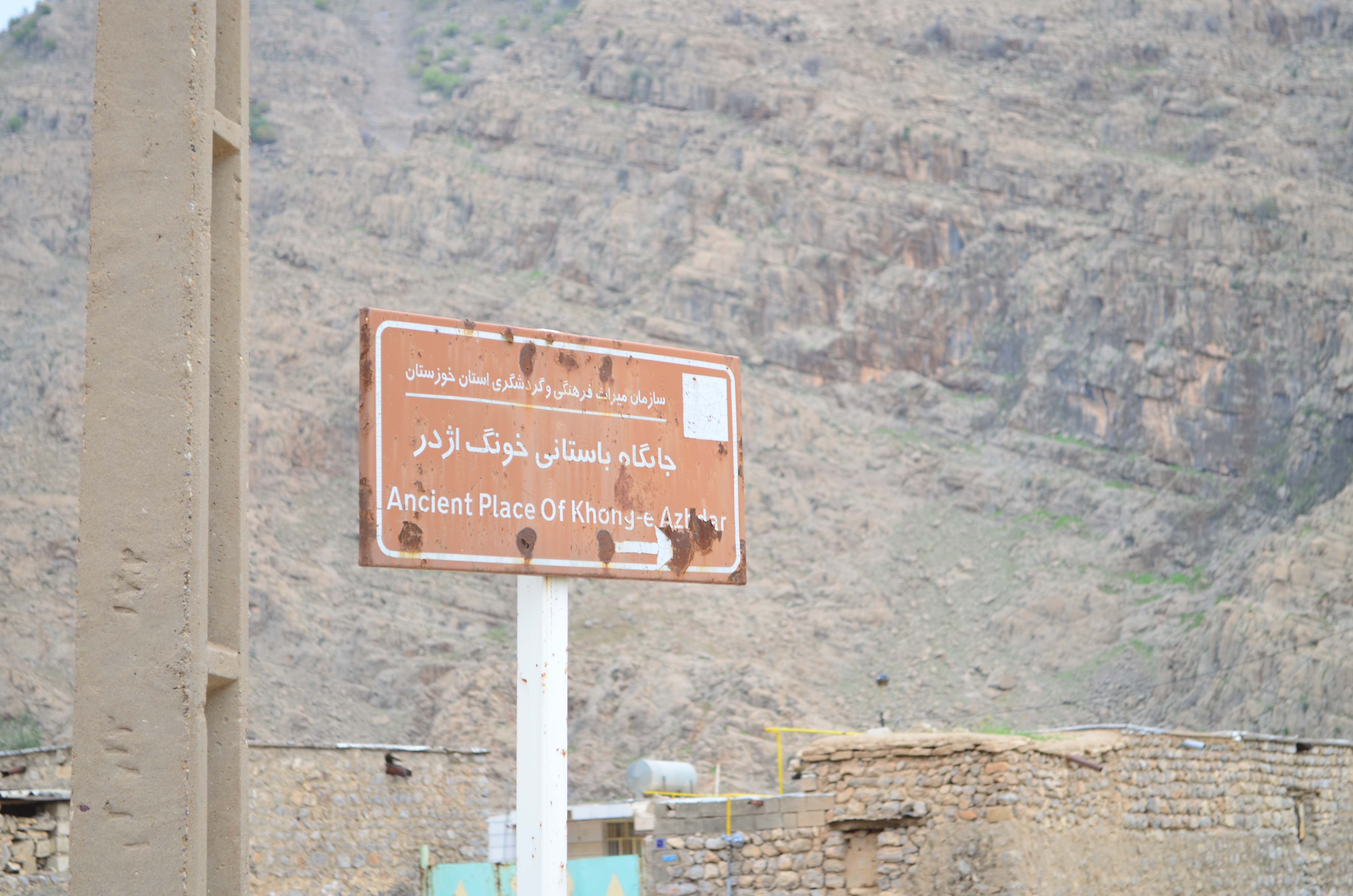

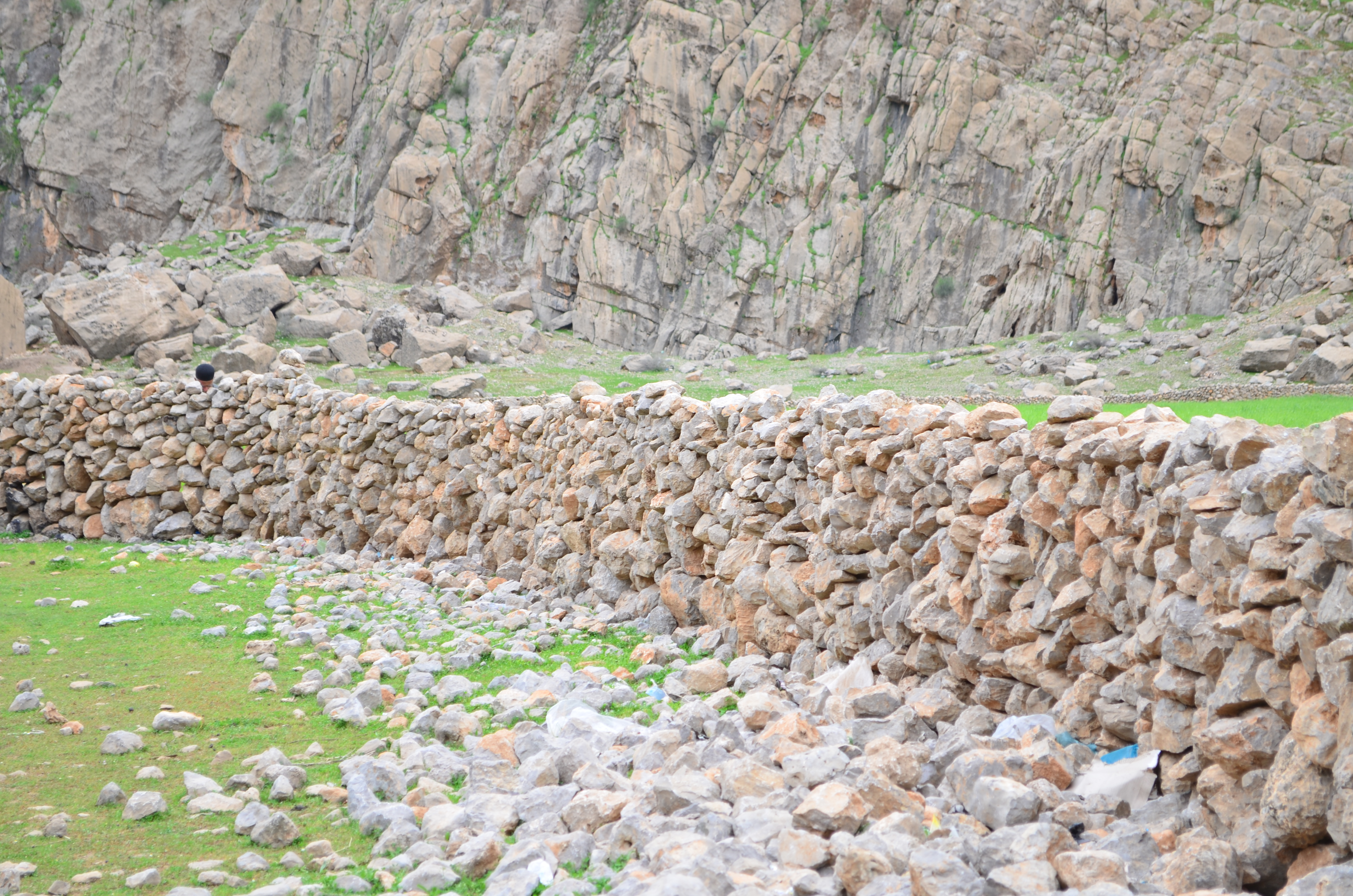

خونگ اژدر در ۱۵ کیلومتری شمال ایذه در روستایی به همین نام قراردارد. در بیرون از روستا بر روی تخته سنگی بزرگ بر روی جلو (قسمت بالا) و پشت قسمت مرکزی دو نگارکند حجاری شده‌است. در صحنه اول که بر پیشانی این تخته سنگ بر یک قاب مستطیل شکل حجاری شده‌است در سمت چپ شاه یا خدای عیلامی بر روی تخت نشسته و تعدادی عیلامی به حضور او بارعام یافته‌اند. شاید قدمت این نقش به زمان پادشاهی سلسله سیماشکی برسد.
در پشت این تخته سنگ نیز در قابی مستطیلی شکل مهم‌ترین نگارکند الیمایی- پارتی حجاری شده‌است. در سمت چپ مردی سوار بر اسب که شخص دیگری به صورت پیاده در پشت سر او قرار دارد حجاری شده‌است. در سمت راست یک نفر که به‌طور ایستاده بزرگتر از همه تصویر شده و در پشت سر او نیز چهار نفر دیگر به حالت احترام و ایستاده حجاری شده‌اند. بر اساس مطالعات و مستندات شخص اسب سوار مهرداد اول اشکانی و شخص مرکزی کام ناس کیرس دوم می‌باشد که به همراه کاهن (مرد پشت سر کام ناس کیرس) و سه بزرگ زاده الیمایی به حضور شاه اشکانی رسیده‌اند و حلقه تنفیذ قدرت خود را به وسیله دو پرنده که در دو جهت مخالف به سوی آن‌ها در حال پروازند دریافت می‌دارند. این نگارکند کهن‌ترین نگارکند شناخته شده الیمایی- پارتی تا کنون است.